# Deskáti
Deskáti är en kommunhuvudort i Grekland.   Den ligger i prefekturen Nomós Grevenón och regionen Västra Makedonien, i den centrala delen av landet, 270 km nordväst om huvudstaden Aten. Deskáti ligger 871 meter över havet och antalet invånare är 3 856.
Terrängen runt Deskáti är kuperad åt sydost, men åt nordväst är den bergig. Runt Deskáti är det glesbefolkat, med 9 invånare per kvadratkilometer. Deskáti är det största samhället i trakten. Trakten runt Deskáti består till största delen av jordbruksmark.